# Zwartaderbodemwants
De zwartaderbodemwants (Metopoplax ditomoides) is een wants uit de onderfamilie Oxycareninae en uit de familie bodemwantsen (Lygaeidae).

## Uiterlijk
De kop, het halsschild (pronotum) en het schildje (scutellum) zijn zwart, dicht gepuncteerd en bedekt met witte haartjes. De zwarte kleur contrasteert sterk met de witachtige voorvleugels. Het membraan (het doorschijnende deel) van het hemi-elytrum (de deels verharde voorvleugel) heeft opvallende zwarte aders. De lengte is 3,4 – 4 mm.
Een gelijkende wants is de valse zwartaderbodemwants (Metopoplax fuscinervis) (Stål, 1872), een mediterrane soort, die tot midden Frankrijk is verbreid. In Nederland en België is hij zeldzaam. De onderkant van het halsschild heeft een lichte rand. Als dat niet goed zichtbaar is, is hij lastig te onderscheiden van de zwartaderbodemwants. Daardoor is het moeilijk om de precieze verspreiding aan te geven. (ook vanwege de gelijkenis met de erop lijkende Metopoplax origani uit het oostelijke deel van het Middellandse Zeegebied). De lengte is 3,3 - 3,9 mm.

## Verspreiding en habitat
De soort is wijdverspreid in het zuidwesten van Europa (het zuiden van Engeland, Nederland, Frankrijk het westen van Duitsland, het Iberisch Schiereiland en Italië), Hij komt ook voor in het westen van Noord-Afrika tot in Tunesië en werd geïntroduceerd door de mens in de Verenigde Staten. Hij heeft een voorkeur voor warme, droge, schaars begroeide leefgebieden zoals de randen langs velden en de bermen.

## Leefwijze
De wantsen leven op kamille (Matricaria) en de schubkamille (Anthemis). Paring vindt plaats van mei tot juni. Er zijn waarnemingen van paringen in augustus, waardoor er misschien onder gunstige omstandigheden een tweede generatie in een jaar kan voorkomen. Winterslaap vindt plaats als imago in de strooisellaag of onder losse schors, vaak ook op grotere afstand van de voedselplanten.